# Petyr Genow
Petyr Genkow Genow, bułg. Петър Генков Генов (ur. 5 kwietnia 1970) – bułgarski szachista i trener szachowy, arcymistrz od 2002 roku.

## Kariera szachowa
W latach 90. XX wieku oraz w pierwszych latach XXI wieku zaliczany był do ścisłej czołówki bułgarskich szachistów. W 1993 i 1999 dwukrotnie zdobył złote medale indywidualnych mistrzostw kraju, w 1999 w Batumi reprezentował narodowe barwy na drużynowych mistrzostwach Europy, natomiast w 2002 w Bledzie – na szachowej olimpiadzie.
Wielokrotnie startował w turniejach międzynarodowych, zwyciężając bądź dzieląc I miejsca m.in.: w Płowdiwie (1989, 1991, 1992), Tetewenie (1989), Albenie (1990), Belgradzie (1997), Koczani (1998), Warnie (1998), Lozannie (2001), Hercegu Novim (2002), Suboticy (2002), Nicei (2002, wspólnie z Hichamem Hamdouchim), Condomie (2004, wspólnie z Wadimem Małachatko), Bad Zwesten (2005, wspólnie z Klausem Bischoffem, Wadimem Małachatko, Wiktorem Iwanowem, Anatolijem Donczenko, Stanisławem Sawczenko i Jewgienijem Miroszniczenko), Villeneuve-Tolosane (2006, wspólnie z Mariusem Manolache, Siergiejem Fiedorczukiem, Aleksandrem Karpaczewem i Thalem Abergelem), Bischwiller (2007, wspólnie z Aleksandrem Karpaczewem), Hyères (2008) oraz w Ankarze (2010).
Najwyższy ranking w karierze osiągnął 1 lipca 2002, z wynikiem 2526 punktów zajmował wówczas 8. miejsce wśród bułgarskich szachistów.

## Życie prywatne
Żoną Petyr Genow jest bułgarska mistrzyni międzynarodowa Ljubka Genowa. Para ma dwoje dzieci: Magdalinę (ur. 2004) oraz Walentina (ur. 2006).